# Vuna Takitakimālohi
Siaosi Vuna Takitakimālohi (c.1844-1862) foi o príncipe-herdeiro de Tonga entre 1845 e 1862, sendo filho do rei Jorge Tupou I e da rainha Salote Lupepau’u.

## Biografia
Nascido por volta de 1844, foi filho do chefe Taufa’ahau e de sua consorte Sālote Lupepau'u, que em 1835 fora escolhida como esposa única de Taufa’ahau logo após se converter ao cristianismo e abandonar a religião tradicional. Ele foi o segundo filho dos chefes, sendo o primeiro Tu’ukitau (1839 – 1842). Seu nome cristão era Siaosi, versão tonganesa de Jorge. Os meios-irmãos de Vuna foram Tēvita ʻUnga e Sālote Mafileʻo Pilolevu que foram repudiados por serem filhos de Taufa’ahau com uma de suas concubinas. Em 1845 o chefe unificou a maior parte das ilhas tonganesas fundando o Reino de Tonga e Vuna foi nomeado príncipe-herdeiro. A mãe do príncipe era descendente dos antigos Tui’tonga e isso daria legitimidade ao príncipe para o recém fundado trono tonganês.
O príncipe Vuna viria a falecer jovem em janeiro de 1862 e sem deixar descendentes, ainda deixando seu pai sem herdeiros. Sua morte foi muito lamentada pelos chefes de Tonga, onde foi até permitido um ritual funerário tradicional, o tukuofo, onde seus restos mortais foram feitos de oferenda. Este ato foi duramente criticado pelos missionários metodistas na ilha, já que o rei havia se convertido neste ramo do cristianismo.
Após a morte de Vuna a sucessão ao trono permaneceria vago treze anos, até 1875 quando foi publicada a primeira constituição de Tonga, onde o príncipe ‘Unga se tornou herdeiro ao trono tonganês.